# Trần Văn Sớ
Trần Văn Sớ (1914-1994) nhà hoạt động cách mạng, nhà ngoại giao Việt Nam, đảng viên Đảng Cộng sản Việt Nam, đã giữ các chức vụ Chủ tịch đầu tiên của Ủy ban nhân dân tỉnh Quảng Bình, Chủ tịch Ủy ban nhân dân tỉnh Thanh Hóa, Đại sứ Việt Nam tại các nước An giê ri, Yemen, Ai Cập, Bí thư Ban cán sự Đảng ngoài nước.

## Quê quán
Ông sinh ngày 24 tháng 7 năm 1914 tại làng quê Thuận Bài, xã Quảng Thuận, huyện Quảng Trạch, tỉnh Quảng Bình trong một gia đình nông dân nghèo.
Ông sớm thoát ly gia đình đi học một mình ở huyện lỵ, rồi vào Sài Gòn, sống tự lập, có tính cách riêng và quyết định hướng đi cho mình. Dân làng gọi ông là Tú Sớ.

## Quá trình hoạt động cách mạng
Ông đứng ra vận động đồng hương Thuận Bài sinh sống ở Sài Gòn và Lục tỉnh thành lập ra Hội Thuận Bài tương tế, vừa để người làng giúp đỡ nhau, tăng thêm tình máu mũ ruột thịt, vừa có "đất" để gieo giống cách mạng. Hội do cụ thân sinh là cụ Trần văn Tấu (khi đó là tài xế cho Đốc lý thành phố Sài Gòn), làm Hội Trưởng. Hạt giống cách mạng mà ông gieo vào đất Hội Thuận Bài Tương Tế đã sản sinh ra nhiều chiến sĩ cách mạng trong cuộc kháng chiến.
Năm 1936 tham gia Đông dương cộng sản đại hội, hoạt động thanh niên tại Sài Gòn,
7/1938 ông được kết nạp vào Đảng Cộng sản Đông Dương, tại chi bộ Tân Định Sài Gòn
7/1940 Ủy viên Thành ủy Sài Gòn Chợ Lớn - Ủy ban vận động khởi nghĩa Sài Gòn - Chợ Lớn
Tháng 2/1941 sau khi Phan Đăng Lưu bị bắt, tổ chức rút vào hoạt động bí mật, ông chuyển ra hoạt động bí mật tại Mũi né (Phan Thiết)\. Năm 1945 ông được cử làm Chủ tịch Ủy ban Khởi nghĩa toàn tỉnh Quảng Bình
Năm 1948 - 1953..ông là Chủ tịch Ủy ban kháng chiến hành chính tỉnh Thanh Hóa.
Tỉnh ủy viên. thường vụ tỉnh ủy Thanh Hóa từ tháng 1/1949 
,

## Hoạt động trong ngành ngoại giao
Năm 1960 - 1963, ông được bổ nhiệm làm đại diện thương mại Việt Nam tại Iraq. (Do chưa có quan hệ ngoại giao cấp đại sứ giữa hai bên)
Năm 1963, ông được bổ nhiệm làm Đại sứ đặc mệnh toàn quyền Việt Nam tại Angieri  kiêm nhiệm Đại sứ tại Yemen ,
Năm 1969 ông được bổ nhiệm làm Đại sứ Việt Nam tại Cộng hòa A rập Thống nhất (Ai Cập) và kiêm nhiệm Đại sứ tại các nước Cộng hòa Dân chủ Xuđăng, Cộng hòa Ả rập Yêmen, Cộng hòa nhân dân Nam Yêmen thay Đại sứ Nguyễn Xuân cho đến năm 1973 thì về nước, người thay thế là Đại sứ Nguyễn Huy Thu.
Sau đó ông làm Bí thư Ban cán sự Đảng ngoài nước Bộ Ngoại giao
Ông được Nhà nước tặng nhiều Huân chương, huy hiệu..vv.
Suốt cuộc đời từ tuổi thanh xuân đến lúc từ giã cỏi đời, Trần văn Sớ đã hiến dâng trọn vẹn vì sự nghiệp cách mạng, vì nền độc lập dân tộc, và không lúc nào quên nghĩ đến quê hương Thuận Bài yêu thương của mình.

## Cuối đời
Khi về hưu ông ở tại phòng 107-108 B5 tập thể Trung Tự, quận Đống Đa, Hà Nội.
Ông mất ngày 01/07/1994 tại Hà Nội. An táng tại quê nhà.